# 최영의
오야마 마스타쓰(大山倍達) 혹은 최영의(崔永宜, 1923년 6월 4일 ~ 1994년 4월 26일)는 전라북도 김제 출신으로 일본에서 활동한 한국계 일본인 무술가로, 극진가라테의 창시자이다. 국제가라테연맹 총재와 극진회관의 관장을 지냈다. 한국에서는 최배달(崔倍達)이라는 별칭으로도 잘 알려져 있으며, 대한민국 영화 《바람의 파이터》의 실제 주인공이기도 하다. 영어권에는 Mas Oyama라는 이름으로 알려졌다.

## 출생과 삶
최영의는 일제강점기인 1923년 7월 전라북도 김제군 용지면 와룡리에서 아버지 최승현과 어머니 김부용 사이의 6남 1녀중 넷째로 태어났다. 본관은 전주이다. 청소년시기에 일본으로 건너와 야마나시 항공기술학교에 입학하였다. 가라테의 본가인 송도관에 들어가 근대 가라테를 확립한 후나코시 기친(船越義珍)에게 사사받았다.
1944년 태평양 전쟁 시 학도병으로 착출되었는데, 최영의를 주제로 한 일본의 일부 저작물들이 이를 과장하여 마치 일제에 충성하는 카미카제 조종사였던 것처럼 표현하기도 했다. 이에 대해 그의 아들 최광범은 "아버지가 비행학교에 다닌 적은 있지만, 비행훈련은 받지 못했다."고 증언했으며, 또, 최영의 자신 또한 자신이 만화에 그렇게 묘사된데에 불쾌해 했다고 아들 최광범은 증언했다.
전쟁이 끝난 후 와세다 대학 체육과에 입학한다.(이후 중퇴) 재일조선인 민족운동가이자 무술가인 조영주(전 민단 단장)에게 또다른 가라테 유파인 강유류를 배우고, 1947년 전일본 가라테 선수권에 출전하여 우승하며 일본 무술계에 본격적으로 등장한다. 조영주의 권유로 기요즈미산에서 입산수련을 하게 되는데, 입산 수련중 읽은 미야모토 무사시의 오륜서에 많은 영향을 받았다고 한다. 이후에는 세계를 돌면서 각국의 강자들과 대결하면서 이름을 얻는다. 맨손으로 소를 잡은 일화는 특히 유명하다.

## 극진회관 설립
1953년에 최영의는 도쿄에서 '오야마 도장(大山道場)'이라는 이름으로 자신의 도장을 열었다. 처음에 그의 도장은 벌판에 자리 잡고 있었지만 1956년에 이르러 발레학교 안으로 옮겼다. 강하고 맹렬하며 날카로우면서도 실전 스타일이었던 최영의만의 수련방식은 1957년에 '극진(極眞)'이라는 이름으로 알려지게 되었다. 극진이란, '궁극적인 참됨을 찾는 것'이라는 뜻이다. 그는 또한 수련 중 제자들을 다치게 하는 등 '거친' 스타일로도 유명했다. 도장이 명성을 얻어감에 따라 제자들은 그곳에서의 수련에 매력을 느끼게 되었고, 수련생의 수도 늘어났다. 오늘날 극진가라테를 기반으로 하는 다양한 단체의 지도자들은 바로 이 시기의 방식으로 기술을 연마하였다. 1964년 도장 건물이 옮겨진 후에는 그곳이 극진가라테 국제본부 역할을 하게 되었다. 이와 함께 그는 또한 공식적으로 '국제가라테연맹 극진회관'(약칭 IKO 또는 IKOK)을 설립하여 극진 스타일을 가르치는 수련장을 많이 세웠다. 같은 해, 그의 도장은 무에타이 수련생들의 도전을 받았다. 자신의 것을 다른 스타일에 견줄 수 없다고 믿었던 최영의는 그 도전을 받아들였고, 세 명의 제자(구로사키 겐지, 나카무라 타다시, 오사와 노보루)를 태국으로 보내 3전 2승1패를 기록했다. 다만 당시 최영의의 제자들은 당시 극진가라테 수련생중에서 가장 강했던 3명이었던것에 반해서 이들과 대결했던 무에타이 수련생들은 경량급에 프로 선수급은 아니었다는 이야기도 있다.
극진회를 공식 설립한 후 최영의는 조직이 확장될 동안 관리감독을 맡았다. 최영의 및 그가 직접 뽑은 사범들은 극진 스타일을 소개하고 새 회원들을 유치하는 데 탁월한 능력을 보였다. 최영의는 일본 내 다른 지역이나 도시에서 도장을 열 사범을 고르려 했다. 선택된 사범은 그 지역으로 가서, 대개는 공공체육관, 지역 경찰무도관(유도를 수련하는 사람이 많음), 공원과 같은 공공장소에서 자신의 가라테 실력을 선보이거나, 지역 축제 또는 학교 행사에서 무술 시범을 지도하는 등의 활동을 하였다. 그 후 그 지역 전체에 입소문이 퍼지고 도장은 수련생들이 따르게 되었다. 최영의는 같은 방식으로 사범들을 미국, 네덜란드, 영국, 호주, 브라질 등 외국으로 보내 극진가라테를 전파하였다. 또한 최영의는 누구나 어떠한 스타일로든 입문할 수 있도록 매년 전일본 풀컨택트 가라테 선수권대회를 열고, 4년마다 세계 풀컨택트 가라테 선수권대회를 열어 극진가라테의 발전을 도모했다.

## 주요 수련생
- 하세가와 가즈유키: 세계총극진설립 극진회관 대표 전일본 2회대회 챔피언 원조 작은거인
- 오야마 시게루: 월드 오야마 가라데 총주
- 존 블루밍: 네덜란드 출신으로 극진무도회 설립
- 아시하라 히데유키: 아시하라 가라테 창시자
- 노초웅(로야마 하츠오): 극진관 설립. 관장
- 야마자키 데루토모: 전일본 풀컨택트 가라테 선수권대회 초대 챔피언
- 사토 카츠아키: 사토주쿠 설립자
- 소니 치바(치바 신이치): 일본의 유명배우, 무술가
- 나카무라 타다시: 세도주쿠 설립자
- 소에노 요시지: 사도관 설립자
- 아즈마 다카시: 대도숙 공도 설립
- 문장규(마쓰이 쇼케이): IKO 극진회관 2대 관장
- 니콜라스 페타스: 1000일 간 최영의의 제자로 있던 마지막 문하인, 2001년 K-1 일본 챔피언
- 야스다 이쿠오: 극진 야스다 회관 가라데 설립자

## 일화
- 최영의는 무술의 기본기를 이해하기 위해 유도를 연마하기도 했다. 전설적인 유도가인 기무라 마사히코는 도쿄 나카노에 있는 소네 도장에 최영의를 소개하였다. 그는 그곳에서 4년간 수련하여 유도 4단이 되었다. 그는 그래플링에 있어서는 기무라가 한수위라고 인정하기도 했다.
- 최영의는 쿠미테를 통해 자신의 실력을 시험했다. 쿠미테는 2분동안 상대방과 겨뤄 승자를 판명하는 대련이다. 최영의는 100인 쿠미테를 만들었는데, 이는 100명의 상대와 3일에 걸쳐 대결하며 3번 이상 연속으로 승리하면 성공으로 치는 승단 심사의 종류이다.
- 최영의는 맨손으로 황소와 싸운 것으로도 유명했다. 일생동안 그는 52마리의 황소와 격투를 벌였는데 그 중 3마리가 격타 한 번 만에 즉사해 최영의에게 '신의 손'이라는 별명이 붙여졌다. 다만 이에 대한 증거 영상이라곤 기력이 없어 보이는 코뚜레를 한 소와 싸우는 편집된 홍보 영상뿐이라 사실 여부는 불분명하다.
- 최영의는 미국에서 지내는 동안 프로 레슬러들과 많은 시합을 벌였다. 최영의는 1958년 개정판 <What Is Karate(한국어 제목: 가라테는 무엇인가)>에서, 자신은 그 때까지 하와이에서 활동하던 프로 레슬러 3명과 시합을 가졌으며 부상으로 장학금을 30번 받고 텔레비전에도 9번 방영되었다고 적었다.
- 가장 가라데에 이상적인 인물은 자신의 내제자 니콜라스 페타스라 하였다.

## 노년기부터 임종까지
- 노년기에 최영의는 관절염을 앓았다. 몸이 아픈데도 불구하고 그는 수련을 결코 포기하지 않았으며, 격파 시범 등을 통해 가라테를 계속해나갔다.
- 최영의는 약 80권 가량의 책을 썼고, 일부는 한국어를 비롯한 외국어로도 번역출간되었다. 일본에서는 최영의가 쓴 책은 물론 그에 대해 쓴 책들도 출판되었으며, 그의 파란만장한 생애를 조명하여 스크린에 담은 장편영화나 모험담을 자세히 다룬 만화책도 큰 인기를 끌었다.
- 최영의가 사망하기 전, 그가 창립한 국제가라테연맹 극진회관은 세계 120여개국에 지부를 두고 공식인원 5백만 명 이상의 수련생을 자랑하는 세계 주요 무술단체 중 하나로 손꼽히게 되었다. 그러나 최영의의 사망 이후 후계문제의 갈등으로 극진회관은 다양한 단체로 분리되었다.
- 최영의는 1994년 4월 26일, 70세의 나이에 폐암으로 사망하였다.
- 최영의는 1968년 일본 국적을 취득하였으나, 귀화 후 국적 말소 신청을 하지 않아 한국에도 호적이 남아있는 것으로 알려져 있다. 다만 국적 상실 신고를 하지 않았기 때문에 호적이 남아 있는 것일 뿐 그가 귀화할 당시 한국은 이중국적을 허용하지 않았던 시기이기 때문에 국적 상실 신고 여부와 관계없이 최영의는 이중국적자가 아니다.[5]
- 최영의는 한국과 일본에서 중혼을 했다. 즉 이혼없이 두 가족을 가지고 있었는데, 일본에서도 중혼은 금지되어 있으나 도쿄 법무국과 일본 법원에서 일본과 한국의 호적상 생일이 다르기 때문에 동일인물이 아니라고 판결한 덕분에 처벌을 받지는 않았다. 1946년에 일본인 오야마 치야코(1926-2006)와 결혼하여 딸 3명을 낳았고, 70년대에 한국인 홍순호와 결혼해 아들 3명을 낳았다. 평소에는 일본에서 생활하다가, 한달에 한번씩 한국에 들어와 휴식을 취했다고 한다.[6] 오야마 치야코는 최영의 사망 이후 극진회관이 분열되었을 때 극진회관 오야마파의 관장으로 활동하기도 했다. 최영의의 딸과 아들들은 각각 일본과 한국에서 최영의 총재를 기리는 사업들을 펼치고 있다.
- 묘소는 일본 도쿄도 분쿄구 오쓰카 5-40-1 고코쿠지(護国寺)에 있다.

## 작품 속 최영의
- 1971년, 최영의의 일대기를 그린 만화 《空手馬鹿 一代》(한국판 제목: 《무한의 파이터》)가 주간 소년매거진에 실렸다.[7] 1973년에는 47화로 각색한 애니메이션에서는 내용이 일부 변경되었고, 어떤 이유에서인지 주인공인 최영의, 즉 오야마 마스타쓰가 가상의 캐릭터인 아스카 켄으로 바뀌었다. 비록 이 애니메이션은 그 내용이 원작만화와 다소 다르기는 하지만, 만화에서처럼 최영의의 활약상을 그려내고 있다는 점은 변함이 없다.
- 가지와라 잇키, 쓰노다 지로, 가게마루 조야의 만화를 원작으로 한 3부작 무술 영화 《けんか空手 極真拳 겐카 가라테 교쿠신켄[*](Champion of death, 1975)》, 《けんか空手 極真無頼拳 겐카 가라테 교쿠신 부라이켄[*](Karate bearfighter, 1975)》, 《空手馬鹿 一代 가라테 바카 이치다이[*](Karate for life, 1977)》에서는 일본 배우 치바 신이치가 최영의 역을 맡았다. 처음의 두 영화에는 최영의도 나온다.
- SNK 비디오 게임인 <킹 오브 파이터>, <용호의 권> 시리즈에서 사카자키 다쿠마(미스터 가라테라고도 함)는 최영의를 묘사한 캐릭터이다. 사카자키 다쿠마는 최영의의 극진가라테를 주 기반으로 한 가상무술 '용호의 권'의 창시자이자 달인으로 묘사되었다.
- 이타가키 케이스케의 만화 <격투맨 바키>에서 최영의를 기반으로 하여 만들어진 캐릭터인 오로치 돗포는 가라테의 달인이며, 자신의 가라테 학교인 신심회의 창시자이다. 이타가키의 또 다른 작품 중 널리 알려진 것으로는 <아랑전>이 있다. 이 작품에서도 최영의를 묘사한 것으로 보이는 인물 마쓰오 쇼잔이 주요 캐릭터로 등장한다.
- 한국 영화 《바람의 파이터》에서는 극진가라테를 개발하기 전 가라테 수련생이었던 청년 최영의를 그리고 있다.

## 저서

### 영어판
- The Kyokushin Way ISBN 0-87040-460-1
- What is Karate?(한국판 제목: 가라테는 무엇인가), 1963년, ISBN 0-87040-147-5
  - 미국에서 베스트셀러가 되었고 전 세계적으로 25만 부 이상 판매되었다. 헝가리어, 프랑스어, 영어 등으로 번역되었다.
- This is Karate ISBN 0-87040-254-4
- Advanced Karate ASIN B000BQYRBQ
- Vital Karate ISBN 2-901551-53-X
- Essential Karate ISBN 978-0-8069-8844-3

### 일본어판
世界ケンカ旅
強くなれ！わが肉体改造論
わが空手五輪書
大山倍達もし戦わば
強敵こそが己を磨く
強くなる東洋食のすすめ
自由自在の境地をひらく
マス大山の正拳一撃

## 가족 관계
- 아버지 : 최승현(1890년 ~ ?)
- 어머니 : 김부용(1888년 ~ ?)
- 배우자 : 오야마 치야코(大山智弥子, 1926년 ~ 2006년)
  - 장녀 : 오야마 루이코(大山留壹琴, ~ 1996년)
  - 차녀 : 오야마 에키(大山恵喜)
    - 외손자 : 션 다케시 오야마(Sean Takeshi Oyama, 大山武史, 1990년 ~ ?)
    - 외손녀 : 델파이 모모카린 오야마(Delphi Momokarin Oyama, 大山桃加林, 1994년 ~ )

  - 삼녀 : 오야마 기쿠코(大山喜久子, 1971년 ~ )
    - 외손자 : 오야마 아키라(大山照羅, 1997년 ~ )
- 배우자 : 홍순호
  - 장남 : 최광범(1974년 ~ )
    - 친손녀: 최수빈
    - 친손자: 최준원

  - 차남 : 최광수(1976년 ~ )
    - 친손자: 최준형

  - 삼남 : 최광화(1982년 ~ )
- 형 : 최일운(崔逸雲, 1915년 ~ 1995년)
  - 종손자 : 최원희(1972년 ~ )
  - 종손부 : 유현영(柳賢榮, 1976년 ~ )
- 동생 : 최영정(崔永定, 1931년 ~ 2021년 10월 16일)
  - 조카 : 최미나, 최혜련, 최연수, 최승욱
- 처남 : 후지마키 준(藤巻潤, 1936년 ~ )

## 같이 보기
- 극진공수도
- 방학기
- 추성훈
- 역도산